# Svetlogórie
Svetlogórie (en rus: Светлогорье) és un poble del krai de Primórie, a l'Extrem Orient de Rússia, que en el cens del 2010 tenia 1.527 habitants.